# Anoplophora horsfieldii
Anoplophora horsfieldii là một loài bọ cánh cứng trong họ Cerambycidae.